# Skateboard
Et skateboard er et smalt bræt, hvorunder der er påsat 4 hjul. Skateboardet kan bruges som transportmiddel eller til, som det oftere er tilfældet herhjemme, at udføre såkaldte tricks.

## Skaterkulturen
Skaterkulturen har tilført sproget begreber som bl.a Ollie, Kickflip, Frontside Flip og 5-0. De dækker over forskellige tricks, der kan udføres på skateboardet. Det at skate er grundlaget for en subkultur blandt oftest unge, der bruger tid på at øve, udvikle tricks og dokumentere dem på videoer.
Firmaer producerer videoer med deres "teams". Disse videoer bliver nogle gange lavet med store budgetter og professionelle instruktører (fx Girl Skateboard Companys film Yeah Right instrueret af Spike Jonze).
Skateboarding som kollektiv kulturbevægelse er generelt præget af lovløshed idet der ikke er regler for hvad man skal gøre eller hvornår. Denne frihed/ret priser mange skatere, da kulturen – som det også i sin tid startede – er et opgør mod det styrende, normale og konservative, hvorfor et af skateboardings mottoer er: "Stay Radical!".

## Oprindelse og udvikling
Skateboarding udspringer oprindeligt fra surferkulturen omkring USA's vestkyst, hvor et spot som det nu nedrevne [kilde mangler] Venice Beach hyppigt blev brugt. Surferne red på bølgerne ved stranden – dvs. de var afhængige af naturens (u)orden. Derfor fandt de det særligt gunstigt, at sidewalk-surfe, altså at surfe på fortovene. Dette gjorde de ved at fastspænde hjulsæt fra de såkaldte side-by-side rulleskøjter – altså 2 separate hjulpar – i hver sin ende af et surfboard [kilde mangler].
Efterhånden som skateboardet udviklede sig antog det mange og mangfoldige former. Dette lige fra det originale surfboard over Hammerhajs-form til i dag at være formet som et meget afrundet, aflangt rektangel.

## Kendte skatere
I dag findes der professionelle skatere. F.eks. Tony Hawk, der lever af at skate, men også er blevet en legende inden for sportens verden. Han fik stor anerkendelse ved at være den første skater i verden som udførte et komplet 900° spin, rundt om sin egen akse (også kaldt "The 900").
Af danskere er der eksempelvis Nicky Guerrero - Danmarks første professionelle skater, og Rune Glifberg, som også er kendt i udlandet.

## Skateboardets opbygning
Skateboardet består af et deck (selve brættet) som man står på. På decket er monteret såkaldt griptape, der er en slags sandpapir som klæbes på som tape, Den ru overflade gør det nemmere at stå fast på skateboardet. Decket er normalt lavet af 7 lag krydslamineret ahorntræ, men alle former for bambus, skum-kerne glasfiber, træ og glasfiber, kulfiber og aluminiumskonstruktioner findes også.
På undersiden af deck'et er der monteret trucks. Disse udgør styring og ophæng og består af 4 dele:
- Baseplate er den øverste metaldel, der skrues fast til deck'et.
- Hanger er den nederste del af trucken hvor hjulene monteres. Akslen går igennem hangeren.
- Mellem baseplaten og hangeren sidder truckgummi (Bushings), der giver fleksibilitet og muliggør at dreje på skateboardet.
- Det hele holdes sammen af en stor bolt, kingpin. Ved at stramme eller løsne denne justeres hvor let boardet drejer.

- Hjulene er normalt lavet af urethan og findes i forskellige størrelser og hårdheder. Hjulmageri er kemisk sortekunst.

I hjul sidder kuglelejer. Disse fås i forskellige kvaliteter, der måles på ABEC-skalaen som går fra 1-9 i ulige tal. ABEC-9 er det mest nøjagtigt fremstillede, men til skateboards er ABEC-5 passende, idet større finhed også giver mindre slidstyrke. Normalt er der tale om stål-kuglelejer. Der findes også både delkeramiske (kuglerne) og fuldkeramiske kuglelejer

## Skateboard i computerspil
Skateboarding er også kendt i computerspil.
Freeskate er et udtryk der bruges i skateboard-spil som Tony Hawk-serien og Skate spillene. Freeskate betyder at man køre rundt i et område alene eller med andre uden nogen former for udfordringer. Ren afslapning for at afprøve forskellige tricks eller bare køre rundt med vennerne og hygge sig.

## Lovgivning
Skateboardet har altid været forvist fra cykelstierne, men en ny lovgivning der trådte i kraft 1. Januar 2018 har lovliggjort skateboards og longboards på cykelstier og offentlig vej, på lige fod med cykler. Før i tiden har politiet villigt udskrevet bøder til skaters, der benyttede cykelstierne. Lovgivningen kommer som følge af at elektriske transportmidler, såsom segboards og elektriske skateboards er blevet populært i Danmark, på trods af daværende lovgivning. Regeringen har derefter vedtaget et lovforslag fra Ole Birk Olesen fra Liberal Alliance, der skulle gøre skateboards og andre transportmidler lovlige på offentlig vej, på lige fod med cykler. Lovgivningen er i første omgang på en forsøgsordning. Det betyder at transportministeren kan ændre i lovforslaget eller rulle det tilbage.

## Elektrisk skateboard
I Danmark har vi i takt med den teknologiske udvikling de seneste år set en fremgang i elektriske køretøjer på landevejen. Her tæller også elektriske skateboards. Disse skateboards kan typisk køre imellem 20-40 km/t og bliver typisk drevet af et lithium batteri, der kan køre mere end 10 km på én ladning. Et elektrisk skateboard ligner til forveksling et almindeligt skateboard, men typisk sidder der 1 eller 2 motorer bagpå, der bringer fremdrift ved hjælp af en fjernbetjening, som styres af skateren. Med fjernbetjening kan brugeren ligeledes bremse. Man drejer som på et normalt skateboard, ved at læne sig frem og tilbage.